# Víctor Cabrera (Fußballspieler, 1957)
Víctor Hugo Cabrera Sánchez (* 9. November 1957 in Quillota) ist ein ehemaliger chilenischer Fußballspieler. Der Stürmer wurde 1984 Torschützenkönig der chilenischen Primera División und gewann mit CSD Colo-Colo 1985 die Copa Chile.

## Karriere

### Verein
Víctor Cabrera ist in Chile auch unter seinem Spitznamen Pititore bekannt, der sich aus dem Wort Pituco (chilenische Bezeichnung für reichere Leute, für die Cabrera als Putzkraft arbeitete) und dem bekannten Trainer Vicente Cantatore ableitete. Cabrera stach durch seine Eigenschaften als Torjäger hervor und zog durch seinen Jubel mit einem Doppelsalto die Aufmerksamkeit auf sich. Er erzielte bei seiner ersten Station Deportes La Serena insgesamt 65 Tore in 118 Spielen. Dabei wurde er Torschützenkönig der Meister der Primera B und gewann mit San Luis die Zweitliga-Meisterschaft. 1981 erzielte Pititore hinter Carlos Caszely die zweitmeisten Tore der Primera División. 1984 wurde er Torschützenkönig, als er für Regional Atacama stürmte. Cabrera erzielte für sein Team, das am Saisonende absteigen musste, 18 der 26 Tore. Der Stürmer ging zum chilenischen Topclub CSD Colo-Colo, mit dem er im Folgejahr die Copa Chile gewann. Nach weiteren Stationen beendete Cabrera 1993 bei Quintero Unido seine Karriere.

### Nationalmannschaft
In der Nationalmannschaft nahm er an der Vorbereitung der Selección Joven für die Weltmeisterschaft 1982 teil. Für Chile kam Víctor Cabrera aber nie zum Einsatz, da La Roja über mehrere gute Stürmer verfügte, allen voran Carlos Caszely und Patricio Yáñez.

## Erfolge

### Verein
San Luis
- Meister der Primera B: 1980

Colo-Colo
- Chilenischer Pokalsieger: 1985

### Persönliche Erfolge
- Torschützenkönig der Primera División: 1984